# Neocaridina palmata
Neocaridina palmata ist eine Süßwassergarnelenart. Sie kommt in vier Farbformen vor. Sie werden als „Grau-braune Marmorgarnele“, „Orange-rote Nektarinengarnele“, „Blaue Hong-Kong-Garnele“ und „Weißperlengarnele“ bezeichnet. Die weiße Farbvariante ist eine Zuchtform, die manchmal als Neocaridina cf. zhangjiajiensis bezeichnet wurde, weil sie der 1996 von Cai beschriebenen Art Neocaridina zhangjiajiensis ähnlich sieht.

## Merkmale

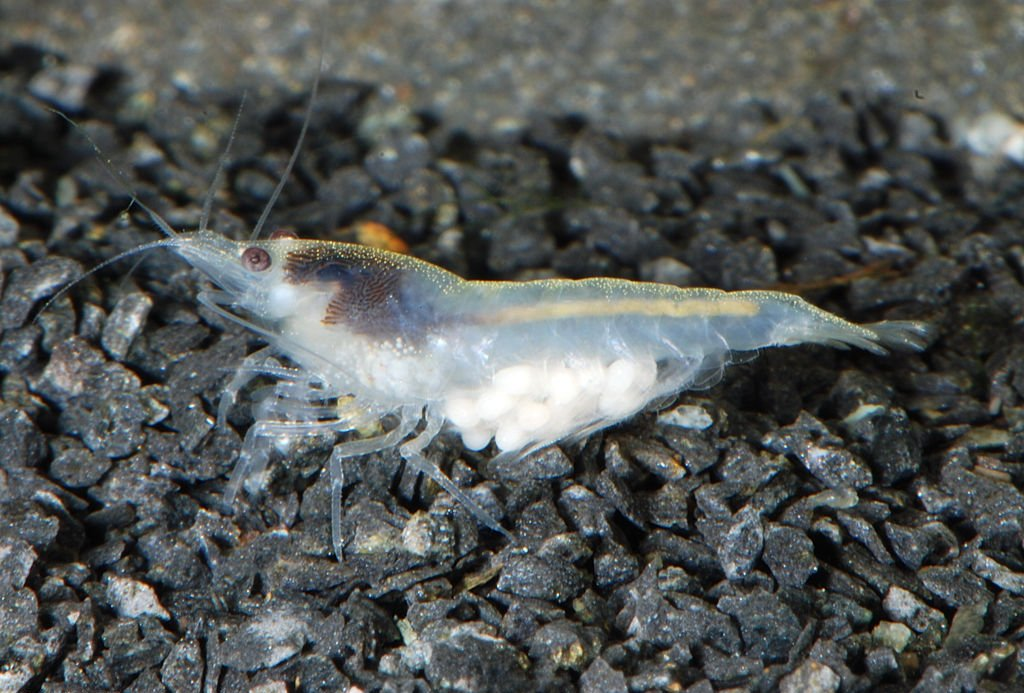
Weiße Zuchtform „Weißperlengarnele“

Neocaridina palmata wird bis zu 2,8 Zentimeter lang. Die Tiere lassen sich mit bloßem Auge von der Rückenstrichgarnele (Neocaridina davidi) praktisch nicht unterscheiden. Der deutlich ausgebildete Appendix interna am Appendix masculina beim Endopod sowie der Innenast des ersten Schwimmbeinpaares sind gut unter dem Mikroskop zu erkennen und ermöglichen so eine Unterscheidung. Der Appendix interna ist an der Basis keilförmig und der Appendix masculina weist viele Dornen auf. Der Appendix interna reicht beim zweiten Schwimmbeinpaar beinahe bis zum entfernten Ende des Appendix masculina. Der Endopod ist 1,5- bis 2,1-mal länger als breit. An der Uropodenfalte sitzen 12 bis 16 Dornen. Beim Weibchen reicht das Rostrum bis zum entfernten Ende und beim Männchen bis zur Mitte des Basissegments des Antennenpaares. Die Rostrumformel lautet 2–5 + 8–16 / 2–8.

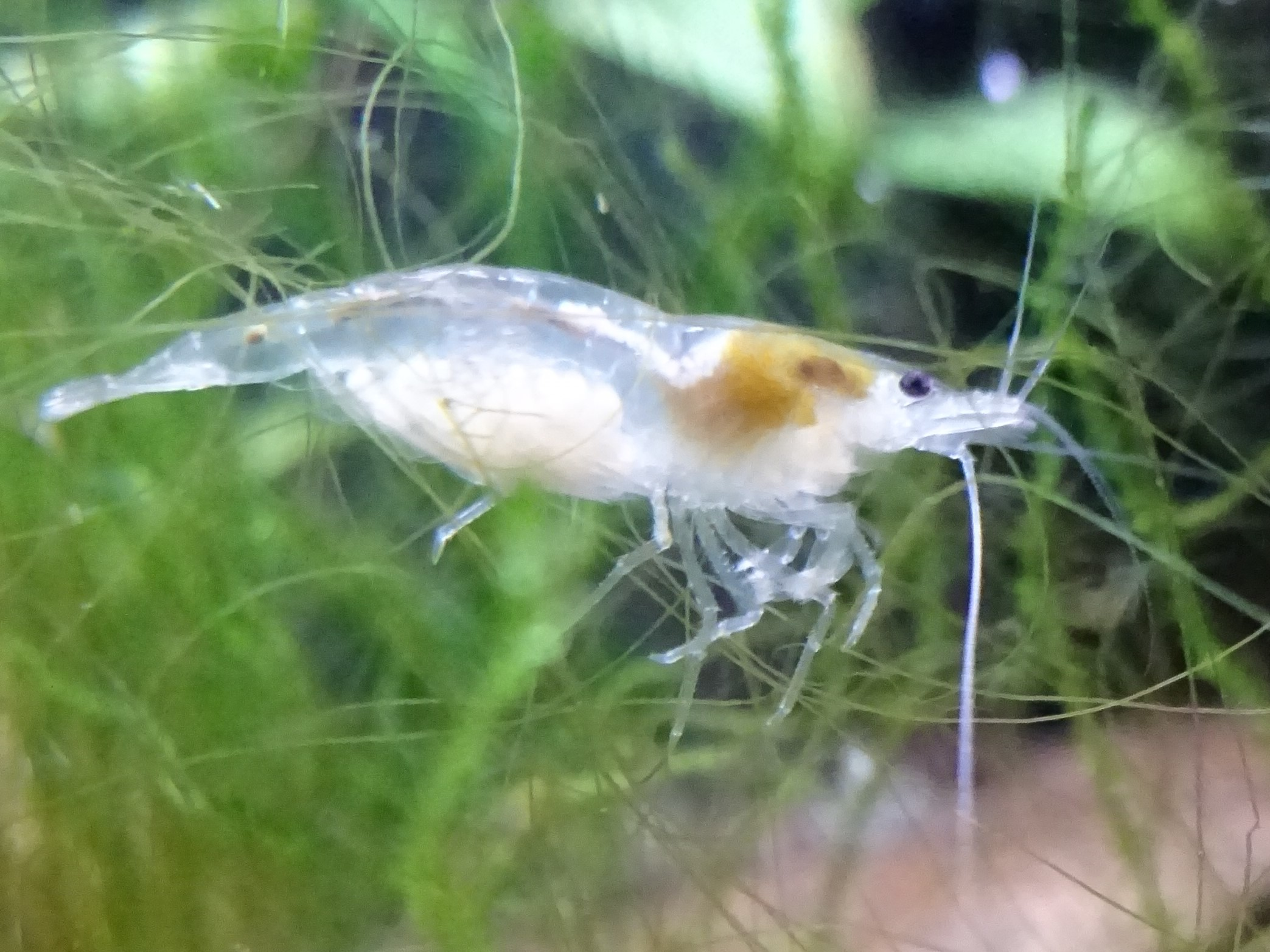
Parallele Reifung unbefruchteter und befruchteter Eier bei einer „Weißperlengarnele“

Die Bezeichnung „Weißperlengarnele“ für die weiße Zuchtform bezieht sich auf die im Körper lagernden Eier, die wie weiße kleine Perlen aussehen. Durch die leicht transparente Körperfärbung der Garnelen kann die Entwicklung der Eier gut beobachtet werden. Die Eier werden zunächst im Nackenbereich der weiblichen Tiere gebildet und wandern später unter ihren Bauch, wo sie zwischen den Schwimmbeinen getragen werden. Während der Umlagerung findet die Befruchtung der Eier statt. Die unter dem Bauch getragenen, befruchteten Eier reifen dann ca. drei bis vier Wochen, bis die Jungtiere schlüpfen. Es kommt vor, dass sich im Rückenbereich schon deutlich sichtbar neue Eier bilden, während noch ältere Eier unter dem Bauch getragen werden. Weißperlengarnelen werden bis zu 2,5 Jahre alt und können eine Körpergröße von bis zu 25 Millimetern erreichen. Die ersten unbefruchteten Eier können schon bei noch nicht ausgewachsenen weiblichen Tieren ab dem Alter von 10 bis 12 Wochen und ca. 15 mm Länge sichtbar werden.

## Systematik
Es sind vier Unterarten bekannt. (Stand 7. Oktober 2007)
- Neocaridina palmata bosensis Cai, 1996
- Neocaridina palmata luodianica Liang, 2004
- Neocaridina palmata meridionalis Liang, 2004
- Neocaridina palmata palmata (Shen, 1948)

## Aquaristik
Neocaridina palmata werden manchmal in Aquarien gehalten und nachgezüchtet. Sie werden als von den Haltern als problemlose Tiere beschrieben, die tolerant gegenüber verschiedenartigen Futtergaben (spezielles Garnelenfutter, Blätter bestimmter Baumarten) sind und bei Zimmertemperatur gehalten werden können. Seemandelbaumblätter werden zurückhaltend, Walnussbaumblätter innerhalb weniger Tage gefressen. Auch tote Artgenossen werden bevorzugt gefressen. Empfindlich sind sie gegen pathogene Mikroorganismen, weshalb besonders an warmen Tagen regelmäßige Wasserwechsel nötig sind und der Schneckenbestand möglichst klein gehalten werden sollte, da diese als typische Zwischenwirte der Mikroorganismen gelten.